# Перро, Джон
Джон Перро (англ. John Perreault; 26 августа 1937 — 6 сентября 2015) — американский поэт, художник и художественный критик.
В 1966—1974 гг. художественный критик газеты Village Voice, в 1975—1983 гг. заведовал отделом искусства в газете Soho News. Выступал куратором ряда выставок и арт-проектов, в том числе американской секции Первой токийской биеннале изобразительного искусства (1974) и выставки «Американская керамика» в рамках программы к столетию Американского музея ремёсел. Преподавал художественную критику в Калифорнийском университете в Сан-Диего и Аризонском университете, в 1978—1981 гг. возглавлял американское отделение Международной ассоциации арт-критиков. Подготовил ряд художественных изданий, в том числе собрание рисунков и акварелей Филипа Перлстайна (1988).
С 1965 г. выставлялся как художник в различных галереях США. Внимание критики привлекли его абстрактные работы, выполненные зубной пастой.
Выпустил книги стихов «Camouflage» (1966, с предисловием Джона Эшбери), «Luck» (1969), «Harry» (1974), книгу прозы «Hotel Death and Other Tales» (1987).
Портрет Перро в обнажённом виде был нарисован художницей Элис Нил и находится в собрании Музея американского искусства Уитни.
В 2008 г. зарегистрировал однополый брак с художественным критиком Джефом Уайнстайном, с которым жил вместе с 1976 года.